# Sons of Kyuss
Albums de Kyuss
Wretch
(1991)
Sons of Kyuss est le premier album de Kyuss, alors appelé Sons of Kyuss, groupe phare de la scène Stoner rock du début des années '90.

## L'album
Sons of Kyuss est le nom de groupe original de Kyuss. L'album est sorti peu de temps avant que le groupe ne se rebaptise. L'album ne fut publié qu'en version vinyle, extrêmement rare à trouver maintenant. Une version CD fut pourtant éditée en 2000 mais elle est tout aussi difficile à trouver.
Tous les titres de l'album ont été composés par les membres du groupe.

## Musiciens
- John Garcia : voix
- Josh Homme : guitare
- Chris Cockrell : basse
- Brant Bjork : batterie

## Titres
| No | Titre                 | Durée |
| -- | --------------------- | ----- |
| 1. | Deadly Kiss           | 5:02  |
| 2. | Window of Souls       | 4:24  |
| 3. | King                  | 3:08  |
| 4. | Isolation Desolation  | 3:36  |
| 5. | Love Has Passed Me By | 3:13  |
| 6. | Black Widow           | 2:41  |
| 7. | Happy Birthday        | 3:47  |
| 8. | Katzenjammer          | 2:54  |

## Informations sur le contenu de l'album
5 titres de cet album (Deadly Kiss, Isolation, Love Has Passed Me By, Black Widow et Katzenjammer) seront repris sur Wretch, premier album officiel de Kyuss.